# Johannes (evangelist)

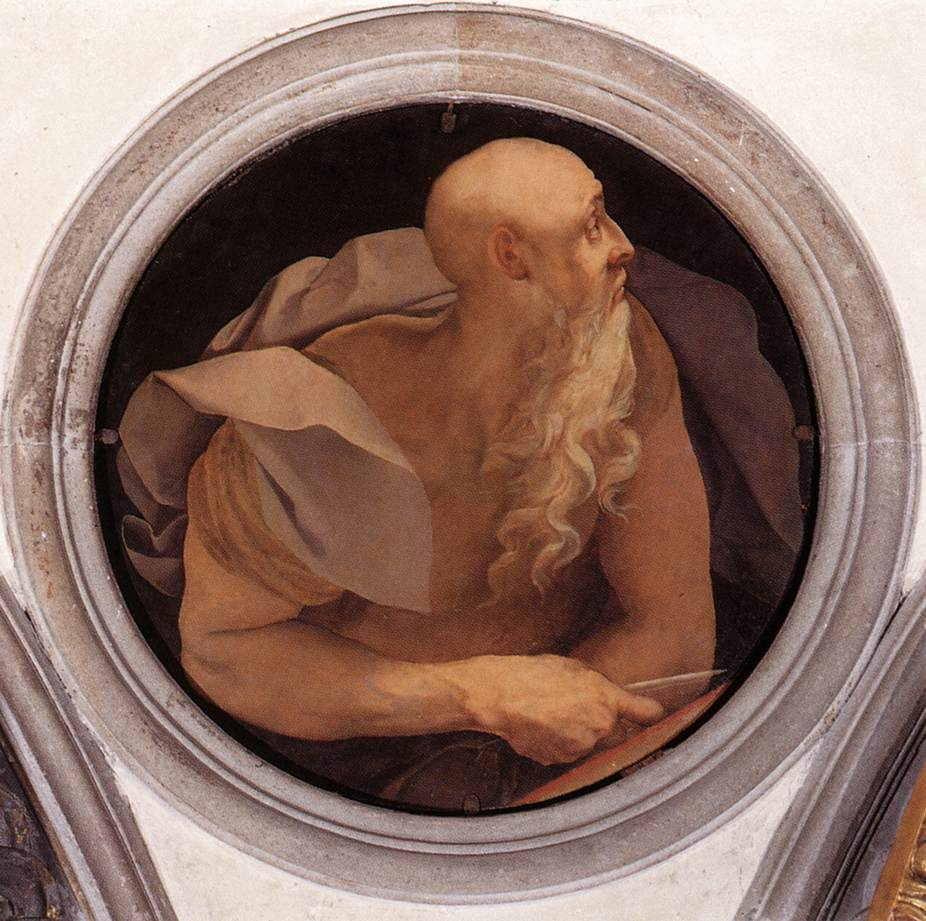
Schilderij van 'Johannes de Evangelist' volgens Pontormo (1525).

'Johannes de Evangelist', Duitsland ca. 1400, Catharijneconvent, Utrecht

Met "Johannes de Evangelist" (Oudgrieks: Ἰωάννης, afgeleid van het Hebreeuwse יוחנן, Jochanan, "JHWH heeft genade getoond") wordt soms de auteur van het Evangelie volgens Johannes aangeduid. Traditioneel wordt dit evangelie toegeschreven aan de apostel Johannes, maar dit wordt door hedendaagse wetenschappers verworpen. Het evangelie is anoniem; de auteur noemt zijn naam niet in de tekst. Oorspronkelijk had dit geschrift ook geen naam. De titel "Evangelie volgens Johannes" is er pas later aan gegeven toen men aannam dat het was geschreven door de apostel Johannes. Omdat hierdoor gewoonlijk naar de auteur werd verwezen als "Johannes", werd de aanduiding "Johannes de Evangelist" geïntroduceerd om een onderscheid met de apostel te maken als het om de auteur ging.
De kwestie wie de auteur was en of er een of wellicht meerdere zijn geweest van de aan de apostel Johannes toegeschreven werken, heet het Johanneïsch vraagstuk. Dit vraagstuk gaat ook over de datering van deze werken en waar ze ontstonden en waar ze werden geschreven. In bredere zin wordt de term ook wel gebruikt bij het onderzoeken van meerdere personen die Johannes worden genoemd in de evangeliën.
Zijn gedachtenis is op 27 december.